# Gmina Latowicz
Die Gmina Latowicz ist eine Stadt-und-Land-Gemeinde im Powiat Miński der Woiwodschaft Masowien in Polen. Sie hat mehr als 5300 Einwohner und ihr Sitz ist die gleichnamige Stadt mit etwa 1370 Einwohnern.

## Geographie

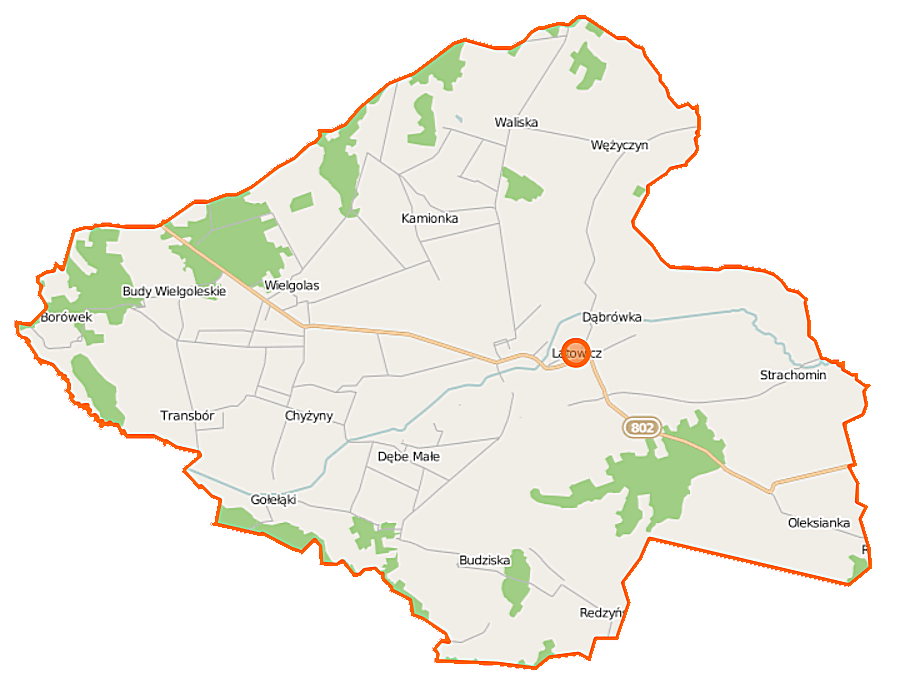
Karte der Gemeinde

Die Gemeinde liegt im Osten der Woiwodschaft. Die Hauptstadt Warschau liegt etwa fünfzig Kilometer nordwestlich, Siedlce dreißig Kilometer nordöstlich und die Kreishauptstadt Mińsk Mazowiecki zwanzig Kilometer nordwestlich. Nachbargemeinden sind im Powiat Miński Siennica im Nordwesten, Cegłów im Norden und Mrozy im Nordosten, im Powiat Siedlecki Wodynie im Osten sowie im Powiat Garwoliński Borowie im Süden und Parysów im Westen.

## Geschichte

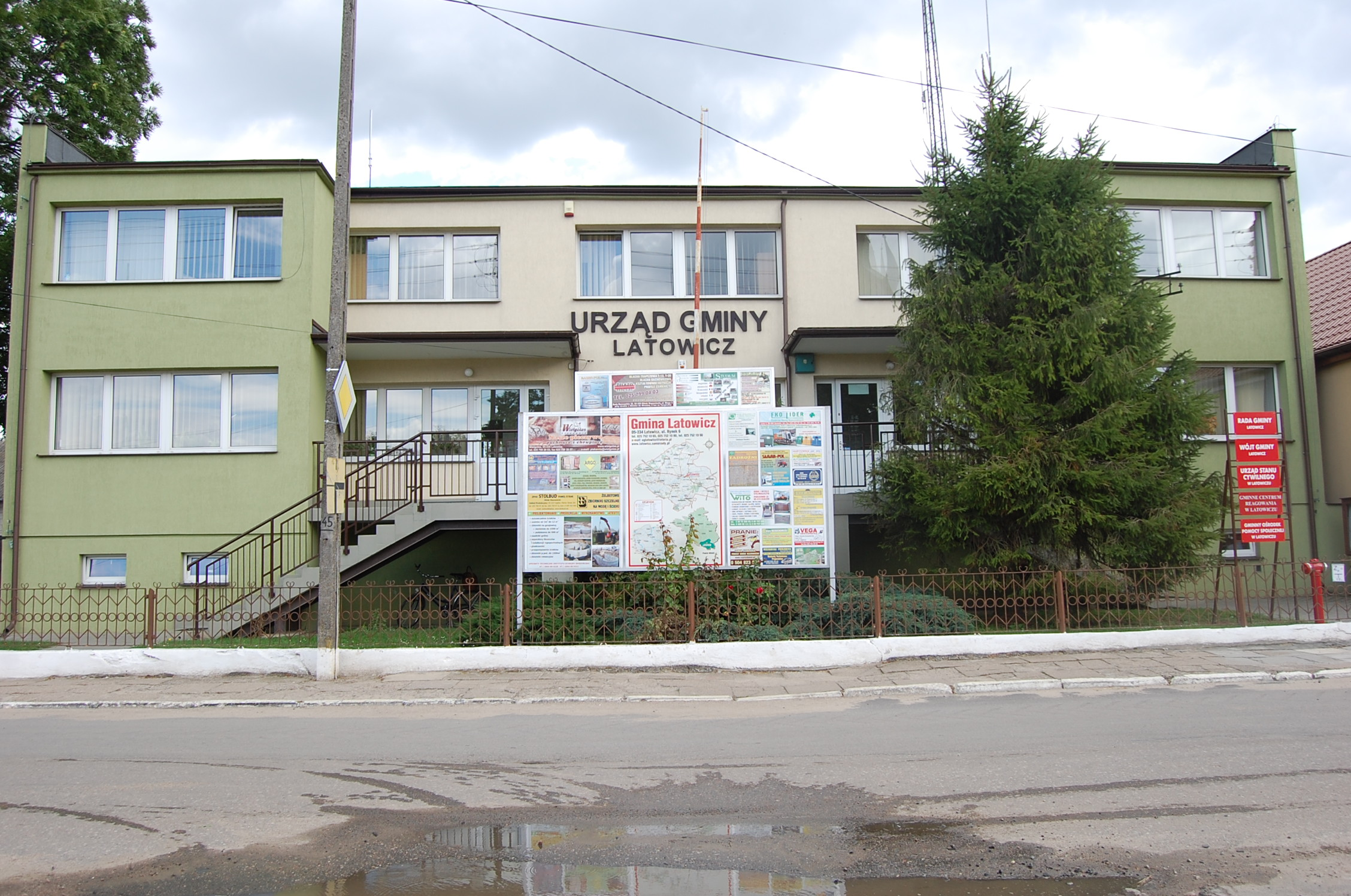
Sitz der Gemeindeverwaltung in Latowicz

### Verwaltungsgeschichte
Die Landgemeinde Latowicz war von 1954 bis 1972 in Gromadas aufgelöst. Von 1975 bis 1998 war der Powiat aufgelöst und die Gemeinde kam zur Woiwodschaft Siedlce. Zum 1. Januar 1999 kam die Gemeinde wieder zum Powiat Miński der Woiwodschaft Masowien. Zum 1. Januar 2023 erhielt Latowicz die 1870 entzogenen Stadtrechte zurück und die Gemeinde bekam den Status einer Stadt-und-Land-Gemeinde.
Die Arbeitslosigkeit lag zum Jahresende 2021 mit 3,8 Prozent unter der des Landes (5,4 %) und der Woiwodschaft (4,6 %).

### Einwohnerzahlen
Die Einwohnerzahl der Gemeinde ist von 5892 (1995) auf 5337 (2021) nahezu kontinuierlich gesunken (Stand: jeweils 31. Dezember):
1995: 5892
2000: 5740
2005: 5590
2010: 5436
2015: 5460
2020: 5379

## Gliederung
Zur Stadt-und-Land-Gemeinde (gmina miejsko-wiejska) Latowicz gehören die Stadt selbst mit drei Schulzenämtern (sołectwa) sowie siebzehn Dörfer mit jeweils einem Schulzenamt:
Latowicz I, II, III
Borówek
Budy Wielgoleskie
Budziska
Chyżyny
Dąbrówka
Dębe Małe
Generałowo
Gołełąki
Kamionka
Oleksianka
Redzyńskie
Stawek
Strachomin
Transbór
Waliska
Wężyczyn
Wielgolas

## Bildung
Die Gemeinde unterhält drei Grundschulen (Szkoła Podstawowa) in Latowicz (162), Dębe Małe (46) und Wielgolas (216 Schüler). In Latowicz besteht ein öffentlicher Kindergärten (Przedszkole) mit 91 Kindern. (Stand: jeweils 2021)
Die Bibliothek der Gemeinde war 2021 mit 25.239 Medieneinheiten ausgestattet und hatte drei Angestellte.

## Verkehr
Die Woiwodschaftsstraße DW802 führt nach Mińsk Mazowiecki. Die Landesstraße DK76 führt nahe der Südgrenze an der Gemeinde vorbei. Die nächsten Fernbahnhöfe sind Mińsk Mazowiecki und Mrozy an der Bahnstrecke von Warschau nach Terespol. Der nächste internationale Flughafen ist Warschau.